# Rumohra adiantiformis
Rumohra adiantiformis, el helecho de cuero, pereg o calaguala, es una especie de helecho de la familia de helechos Dryopteridaceae. Tiene una amplia distribución, principalmente en regiones tropicales del hemisferio sur.

## Nombres
Otros nombres comunes incluyen helecho principal, pereg y calaguala.

## Descripción
Rumohra adiantiformis alcanza los 90 cm (35,4 plg) en alto y ancho. Es una planta perenne tupida, con frondas de color verde oscuro brillante. Las frondas portan soros (grupos reproductivos) redondeados en la parte inferior de las pinnas (folíolos); difieren en este rasgo de muchos otros helechos que tienen frondas reproductivas especializadas separadas. Los soros tienen indusios protectores peltados y escamas prominentes en los tallos de las frondas.

## Distribución
Rumohra adiantiformis es una especie originaria de América del Sur, el Caribe, el sur de África, las islas del Océano Índico occidental, Papúa Nueva Guinea y Australasia, Es nativa de Brasil, Colombia, las Islas Galápagos, las Antillas Mayores en el Caribe, Zimbabue y Sudáfrica Australia y Nueva Zelanda. En Argentina, su mayor distribución se concentra en la región de los Bosques Andino-Patagónicos y en los alrededores de Balcarce, Provincia de Buenos Aires.

## Ecología
En los bosques de podocarpos o bosques latifoliados de Westland, Nueva Zelanda, Rumohra adiantiformis forma parte de asociaciones de flora que incluyen a Ascarina lucida, Pseudowintera colorata, Pseudopanax colensoi, Cyathea smithii y Blechnum discolor . 

## Cultivo y usos
Este helecho se cultiva como planta ornamental, para usar como cubresuelos y en floristería. Esta especie es muy popular debido a que por lo general está disponible todo el año y una vez cortada, la fronde se mantiene fresca muchos días como parte de ramos y arreglos florales. Dado que es una planta tropical que sólo tiene protección limitada contra las heladas, en climas templados normalmente se cultiva bajo techo de vidrio (invernadero), como planta de interior. En el Reino Unido ha ganado el premio Galardón al Mérito en Jardinería de la Real Sociedad de Horticultura.
Es de importancia económica en Brasil, donde muchas personas generan ingresos mediante la recolección de ejemplares silvestres y la venta de sus hojas para ser usadas en floristería.